# Ryu (가수)
류(Ryu, 1974년 6월 23일 ~ )는 대한민국의 가수다.